# Богушовская Марьяновка
Богушовская Марьяновка (укр. Богушівська Мар'янівка) — село в Рожищенской городской общине Луцкого района Волынской области Украины.
До 2020 года входило в Рожищенский район.
Код КОАТУУ — 0724585002. Население по переписи 2001 года составляет 63 человека. Почтовый индекс — . Телефонный код — 3368.